# Hallam Peak
Der Hallam Peak ist ein 900 m hoher, markanter und felsiger Berg im ostantarktischen Viktorialand. In den Kukri Hills ragt er zwischen den Kopfenden des Von-Guerard- und des Aiken-Gletschers auf und bietet einen unverstellten Blick auf den Fryxellsee im Taylor Valley.
Das Advisory Committee on Antarctic Names benannte ihn 1997 der Geographin Cheryl A. Hallam vom United States Geological Survey, die in vier Sommerkampagnen zwischen 1994 und 2000 in Antarktika tätig war.